# شرلوک هلمز: بیدار
شرلوک هولمز: بیدار نام بازی ماجرایی است که توسط شرکت فراگورز ساخته شد و در سال ۲۰۰۶ در DVD و برای ویندوز منتشر شد.در این بازی شخصیت واقعی شرلوک هولمز و دکتر واتسن به نمایش گذاشته شده.این سومین بازی از سری بازی‌های شرلوک هولمز است که داستان این بازی بر اساس رویدادهای ماوراء ط‌بیعه شکل گرفته.
در سال ۲۰۰۸ نسخه اصلاح شده این بازی منتشر شد که دید اول شخص به آن اضافه شد، همچنین گرافیک بازی بهبود پیدا کرد.
مانند همیشه هولمز از همراهی و مصاحبت دکتر واتسن برخوردار است. شما با همراهی این دو و در طول تحقیقات با بیش از شصت شخصیت روبرو می‌شوید و صدها سر نخ و شیء یافته شده را باید به دقت مورد بررسی قرار دهید تا قادر به حل معماهای مختلف بازی باشید.
محیط‌های مختلف طراحی شده برای بازی بسیار واقعی به نظر می‌رسند و فضای قرن نوزدهم را به خوبی تداعی می‌کنند.
در این بازی سه بعدی فضای جدیدی نسبت به سایر بازی‌های سبک ماجرایی تجربه می‌کنید. برای این بازی از دو تکنولوژی استفاده شده‌است، WARP که شما را قادر می‌سازد در فضاهای از پیش طراحی شده حرکت کنید ومحیط سه بعدی که امکان کنترل شخصیت و در عین حال نظاره گر بودن بر محیط بازی را در اختیار شما قرار می‌دهد. به همین دلیل آزادی عمل شما بسیار زیاد است. حسن ترکیب این دو روش ایجاد تنوع در سناریو، تعامل با افراد بیشتر و واقعی تر شدن فضاست. ضمن اینکه معماهای طرح شده در فضای سه بعدی که از قوانین فیزیک پیروی می‌کنند ملموس تر به نظر می‌رسند، مثل استفاده از سنگینی اجسام برای فعال ساختن برخی مکانیزم‌ها.
در این بازی روش و شخصیت هولمز به درستی شبیه سازی شده‌است. روشی که برای حل معماهای گوناگون مورد استفاده قرار گرفته‌است دقیقاً مطابق با سبک خاص هولمز در حل معماست. جستجوی بخش‌های مختلف، بررسی سرنخهای بدست آمده، استفاده از ذره بین برای پیدا کردن کوچکترین سرنخها و ... همه و همه موید این موضوع هستند.